# Cody Hall (catch)
Cody Taylor Hall (né le 31 mai 1991 à Miami, Floride) est un catcheur (lutteur professionnel) américain. Il travaille actuellement à la Pro Wrestling Noah. Il s'est fait auparavant connaitre à la New Japan Pro Wrestling en tant que membre du clan Bullet Club. Il est le fils du catcheur Scott Hall.

## Carrière

### Entrainement et circuit indépendant (2012-2014)
Hall envisage de devenir catcheur quand il vient voir Kevin Nash et que des fans viennent demander des autographes à Nash qui le présente comme le fils de son coéquipier et ami Scott Hall. Les fans lui demandent alors de signer aussi des autographes. Hall s'entraîne d'abord avec son père mais ses problèmes d'alcoolisme et de drogue ne font pas de lui un bon entraîneur et n'est assez influent pour l'aider à faire sa place sur le circuit indépendant nord-américain. Il rejoint l'école de catch de la Team Vision Dojo, une école de catch de Floride, où Larry Zbyszko et Chasyn Rance lui enseigne les bases du catch.

Il remporte son premier combat le 14 juillet 2012 face à Josh Hess. Son style de catch est assez semblable à celui de son père et utilise d'ailleurs certaines de ses prises comme le fallaway slam ou encore le Razor's Edge.

### New Japan Pro Wrestling (2015-2017)

#### Bullet Club et départ (2015-2017)

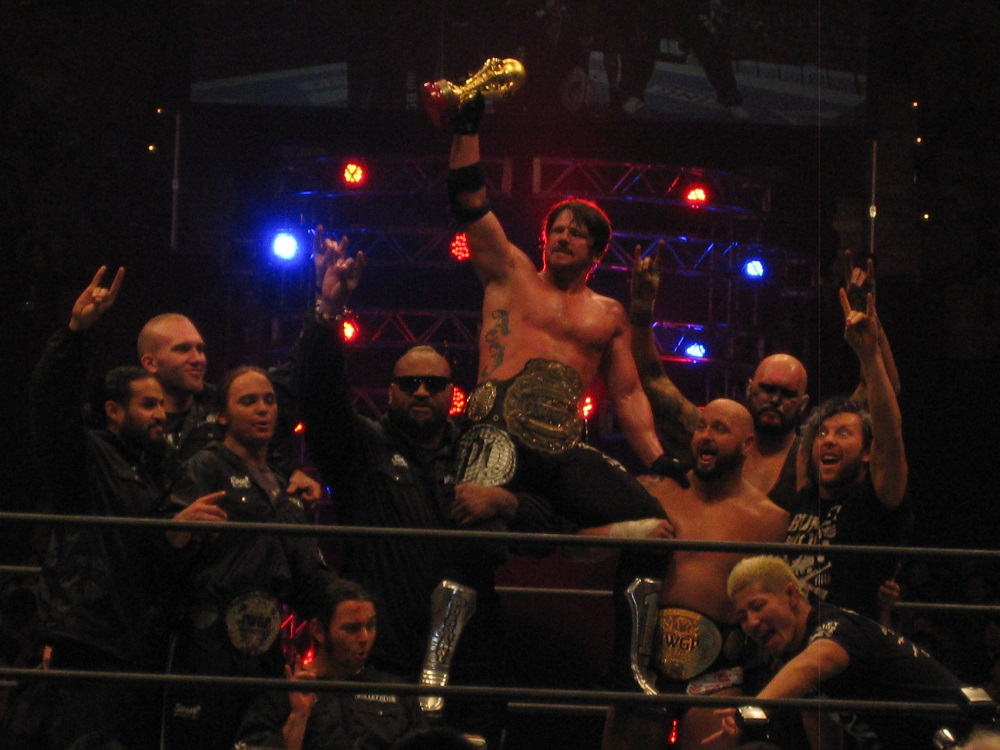
Hall en tant que membre du Bullet Club en Février 2015

Il fait ses débuts le 5 janvier, en se joignant au Bullet Club. Cody Hall fait ses débuts à la NJPW le 2 février, en faisant équipe avec Doc Gallows, Karl Anderson, Kenny Omega et Yujiro Takahashi lors du match principal, où ils sont battus par Captain New Japan, Hirooki Goto, Katsuyori Shibata, Ryusuke Taguchi et Hiroshi Tanahashi, qui l'a épinglé pour la victoire. Comme c'est généralement le cas avec les "jeunes garçons" au Japon, Cody Hall perdrait beaucoup de ses premiers matchs à la NJPW et se retrouvait souvent placé dans des matchs par équipe. Lors de Destruction In Okayama, lui et A.J. Styles perdent contre Chaos (Kazuchika Okada et Toru Yano). Lors d'Invasion Attack 2015, lui, Yujiro Takahashi et Tama Tonga perdent contre Tencozy (Hiroyoshi Tenzan et Satoshi Kojima) et Tomoaki Honma,. Lors de The New Beginning in Niigata 2016, lui et les Young Bucks battent Jushin Thunder Liger, Tiger Mask et Captain New Japan.
Il quitte la NJPW en janvier 2017.

### Pro Wrestling Noah (2017–...)
Le 13 mars, la Pro Wrestling Noah annonce qu'Hall va travailler régulièrement pour la compagnie à partir du 11 avril. Il participe ensuite au Global Tag League 2017 avec Randy Reign, mais ils ne remportent que quatre matchs pour trois défaites. Pendant le tournoi, ils battent les futurs vainqueurs du tournoi et les actuels GHC Tag Team Champions Naomichi Marufuji et Maybach Taniguchi et deviennent ainsi challengers n°1 pour les titres. Le 4 juin, ils perdent contre Naomichi Marufuji et Maybach Taniguchi et ne remportent pas les GHC Tag Team Championship. Lors de Great Voyage 2017 in Yokohama Vol. 2, il perd contre Eli Drake et ne remporte pas le GFW Global Championship.
Le 14 octobre, lui et Maybach Taniguchi perdent contre Naomichi Marufuji et Akitoshi Saito et ne remportent pas les GHC Tag Team Championship.

## Palmarès
- European Wrestling Promotion
  - 1 fois EWP Junior Championship

- Independent Pro Wrestling Germany
  - 1 fois IPW International German Championship

- Southern Fried Championship Wrestling
  - 1 fois Georgia Heavyweight Championship

- Superstars of Wrestling
  - 1 fois SOS Championship

## Récompenses des magazines
- Pro Wrestling Illustrated

| Année | 2016 | 2017 |
| ----- | ---- | ---- |
| Rang  | 359  | 405  |

## Vie privée
Il est le fils de l'ancien catcheur Scott Hall, a une sœur prénommée Cassidy née le 27 mars 1995. Il a décidé de suivre le même chemin que son père, devenir catcheur professionnel.